# Sebe Ákos
Sebe Ákos (Kolozsvár, 1937. július 3. – Nyárádgálfalva, 2005. december 31.) néprajz- és helytörténet-kutató.

## Életútja, munkássága
A marosvásárhelyi Pénzügyi Szakiskolában tanult (1950–54). 1954-től Kőhalomban pénzügyi tisztviselő, 1956-tól a sóváradi néptanácsnál előbb könyvelő, majd néptanácsi titkár. 1960-tól a márkodi, 1961-től a székelykáli, majd 1968-tól 1987-ig (nyugdíjazásáig) a nyárádgálfalvi néptanács titkára.
Kutatási területe a néprajz, helytörténet. 1992-től a Kriza János Néprajzi Társaság (KJNT) tagja. Közéleti cikkeit az Előre, Vörös Zászló, Romániai Magyar Szó, Népújság közölte. 1987-ben Nyárádgálfalva és a hozzá kapcsolt falvak monográfiájához gyűjtött anyagot. Egy dolgozatát a budapesti Országos Néprajzi és Nyelvjárási Gyűjtőpályázaton díjazták 1992-ben; 1993-ban a Nyárádgálfalva határnevei és a Nyárádgálfalva oktatási intézményeinek története című dolgozatokkal, valamint Feltámadás c. novellájával III. díjat nyert Canberrában.

## Művei
- Nyárádszentlászló. Mítoszok és legendák földje; Impress, Marosvásárhely, 2003